# Szczelina jeleniogórska
Szczelina Jeleniogórska – schowek, który według niepotwierdzonych przekazów miał zostać przygotowany pod koniec II wojny światowej przez Niemców na terenie Sudetów, w rejonie Jeleniej Góry, prawdopodobnie w dawnej kopalni lub innym obiekcie podziemnym i w całości zaminowany. W środku miały znajdować się ciężarówki wypełnione skrzyniami ze złotem, obrazami i kosztownościami. Skrytka miała zostać przypadkiem odnaleziona w latach 90. XX wieku, następnie nielegalnie eksplorowana. Znalazcy podjąć mieli negocjacje z rządem polskim, ale do jej ostatecznego ujawnienia nie doszło.
Jako pierwszy nazwy „szczelina jeleniogórska” użył w 2001 roku Marek Chromicz, dziennikarz z Jeleniej Góry. „Szczelina jeleniogórska” stanowi jedną z trzech najważniejszych legend skarbowo-eksploracyjnych powojennej Polski, obok Złotego Pociągu i tzw. Złota Wrocławia.

## Narodziny legendy

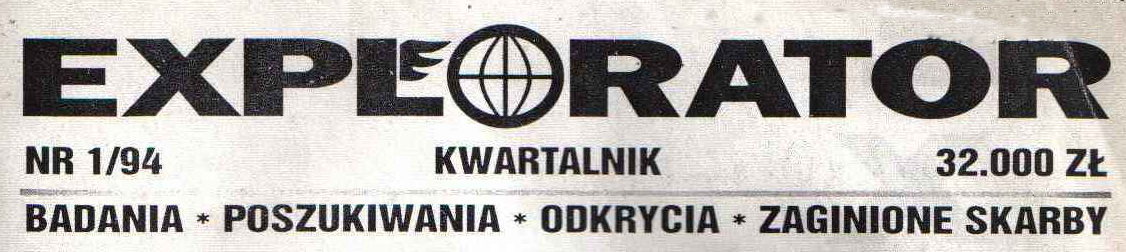
Strona tytułowa kwartalnika „Explorator”, nr 1 z 1994 r.

Za początek legendy medialnej uznaje się publikację z kwartalnika „Explorator” z 9 grudnia 1994 r. Redaktor naczelny, Bogusław Wróbel, opublikował w imieniu Polskiego Towarzystwa Eksploracyjnego (PTE) list otwarty do polskiego rządu z apelem o zmianę przepisów dotyczących „działań poszukiwawczych”. W liście zawarł informację, że „PTE dysponuje informacją o dotarciu przez kilkuosobową grupę poszukiwaczy do rozległej sztolni, dobrze ukrytej, zawierającej dzieła sztuki i wyroby ze złota i bursztynu”. W liście znalazła się także informacja, że próbowano w tej sprawie negocjować z wojewodą jeleniogórskim „w zamian za 45% wartości znaleziska i niedociekania tego, co zostało już wydobyte”. Do sprawy wrócił rok później Ryszard Wójcik, dziennikarz i dokumentalista. Powołując się na anonimowego informatora twierdził, że „jest stuprocentowo pewne odkrycie ogromnego depozytu ukrytego w podziemnym bunkrze w końcowych tygodniach wojny (...). Podziemie jest tak obszerne, że stoją tu samochody ciężarowe i wojskowe gaziki”. Ryszard Wójcik kontynuował sprawę w 1997 roku w swojej książce Łowcy skarbów. Podał w niej więcej szczegółów odkrycia i opisał swoje spotkanie z osobami, które miały znać jej lokalizację.

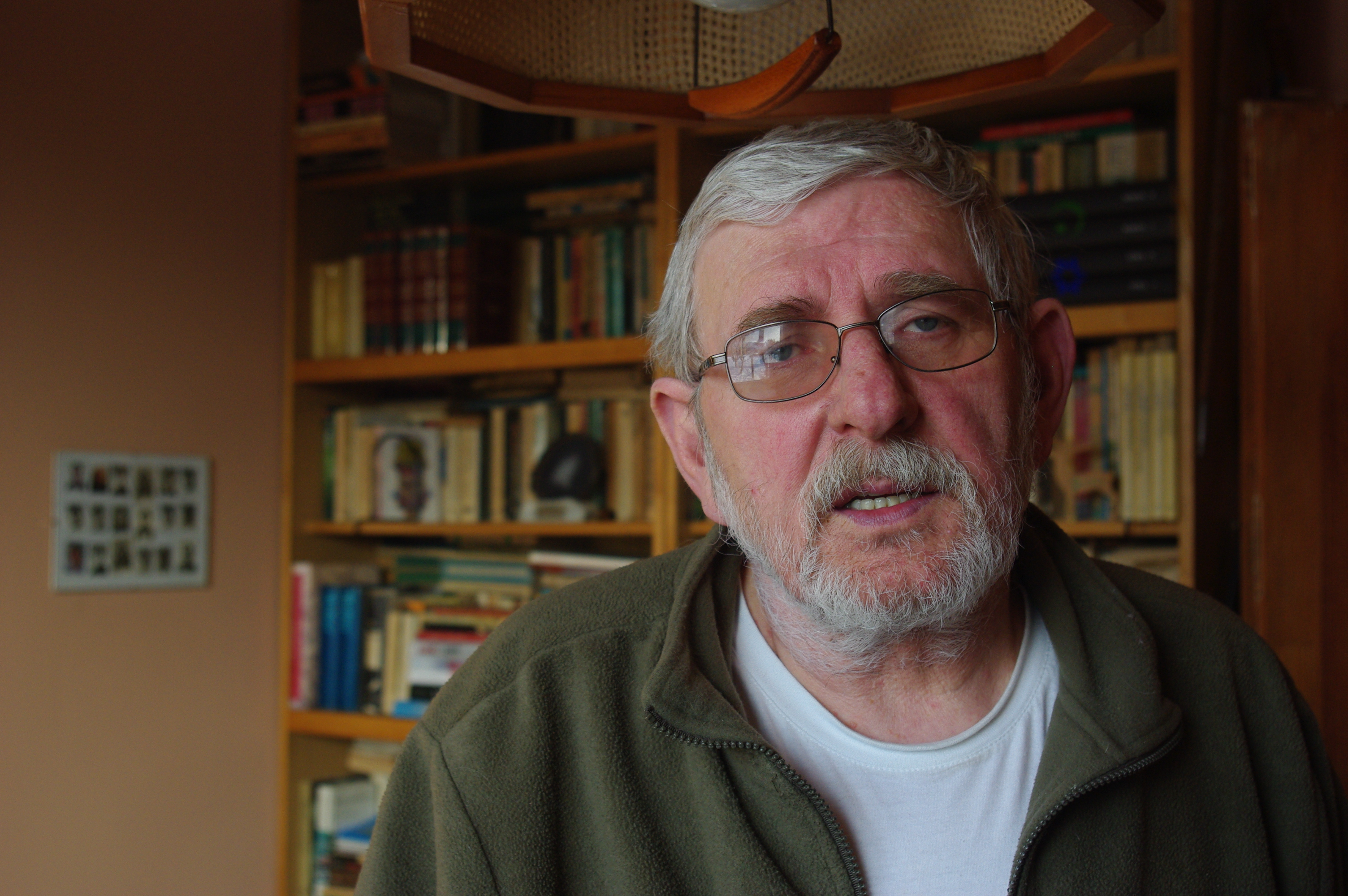
Marek Chromicz, dziennikarz „Nowin Jeleniogórskich” [za: Piotr Maszkowski, Wiara góry przenosi..., „Odkrywca” nr 3/2010.

Sprawę wielokrotnie opisywał także Marek Chromicz, dziennikarz związany z „Nowinami Jeleniogórskimi”. W 1997 roku spotkał się z Mieczysławem Bojko, poszukiwaczem i eksploratorem, który przekazał mu kolejne szczegóły odkrycia. Zdaniem M. Bojko skrytka znajdowała się w okolicach Lubomierza. W jego relacji pojawia się także informacja, że jednym ze „skarbów” w skrytce miało być „jajo Fabergé”.

## Echa prasowe
Wątek „Szczeliny Jeleniogórskiej” przewijał się wielokrotnie w telewizji i prasie, szczególnie na przełomie XX i XXI wieku, m.in. z publikacjach:
- Marek Chromicz, Schowek nie całkiem opróżniony, „Nowiny Jeleniogórskie”, nr 25, 23 czerwca 1998.
- Marek Chromicz, Szczelina?, „Nowiny jeleniogórskie”, nr 44, 30 października 2001.
- Lech Zwirełło, Jajko w Szczelinie albo jak zrodziła się legenda, „Odkrywca”, nr 5 (55), maj 2003.
- Lech Zwirełło, Jajko w Szczelinie – ciąg dalszy, „Odkrywca”, nr 6 (56), czerwiec 2003.
- Leszek Adamczewski, Tajemnica jeleniogórskiej szczeliny (1), „Głos Wielkopolski”, 11 lipca 2003.
- Leszek Adamczewski, Tajemnica jeleniogórskiej szczeliny (2), „Głos Wielkopolski”, 18 lipca 2003.
- Mieczysław Bojko, Tajemnica Szczeliny jeleniogórskiej (jak zrodziła się mafia), „Oblicza Historii”, nr 3, 2004.
- Krzysztof Krzyżanowski, Śledztwo w sprawie Szczeliny Jeleniogórskiej – cz. I, „Odkrywca”, nr 10, październik 2015.
- Krzysztof Krzyżanowski, Śledztwo w sprawie Szczeliny Jeleniogórskiej – cz. II, „Odkrywca”, nr 11, listopad 2015.
- Krzysztof Krzyżanowski, Śledztwo w sprawie Szczeliny Jeleniogórskiej – cz. III, „Odkrywca”, nr 12, grudzień 2015.
- Krzysztof Krzyżanowski, Szczelina Jeleniogórska – Akcja przy hucie, „Odkrywca”, nr 9, wrzesień 2017.

## Lokalizacja – warianty

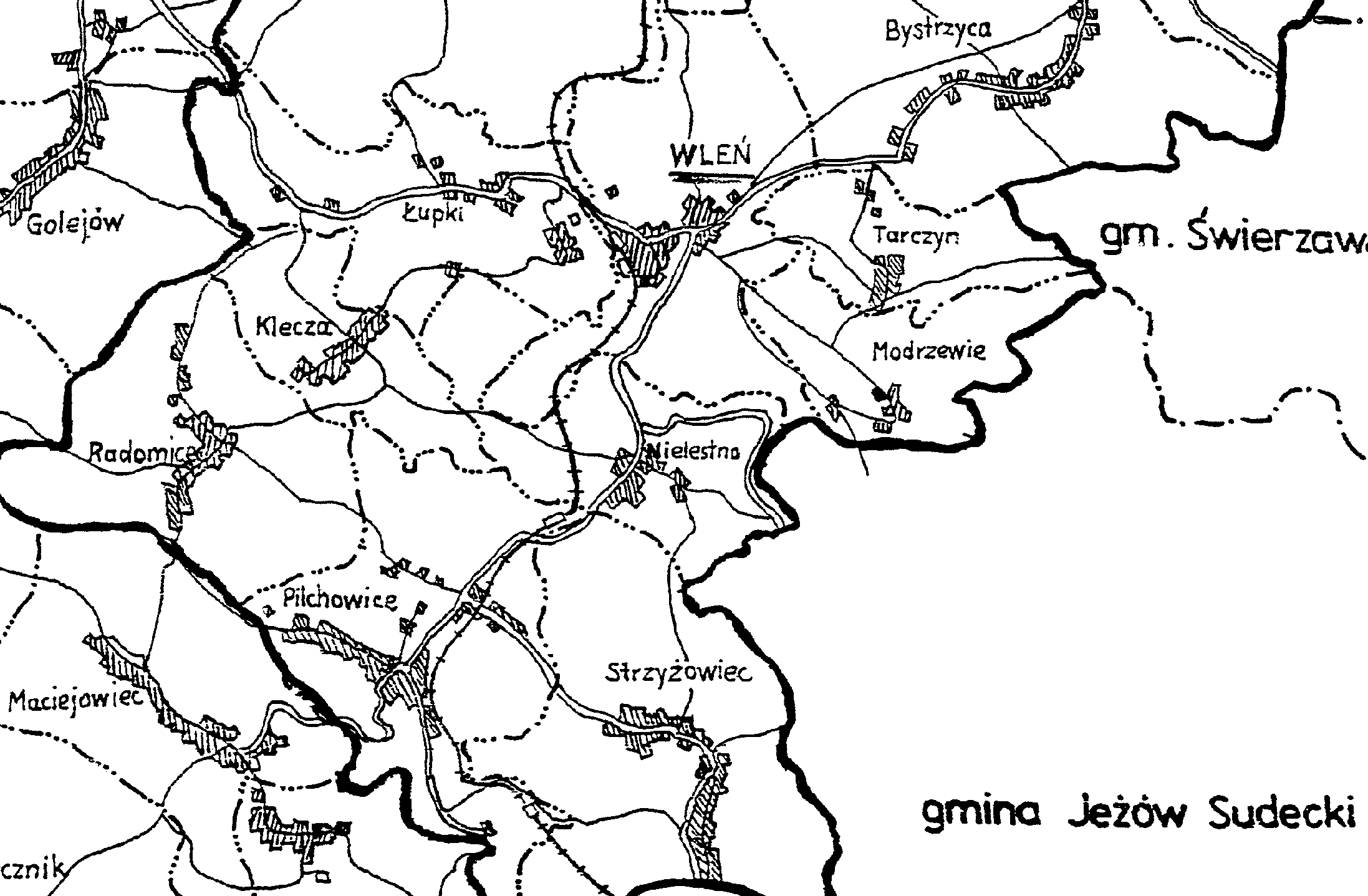
Fragment mapy okolic, gdzie poszukiwano „Szczeliny”: Wleń – Klecza – Pilchowice, dawny powiat jeleniogórski

W publikacjach prasowych i telewizyjnych „Szczelinę” lokalizowano w miejscowościach: 
- Wleń,
- Lubomierz,
- Szklarska Poręba,
- Marczów,
- okolice Pilchowic.

## Śledztwo dziennikarskie 2014-2015
W latach 2014–2015 historię „szczeliny jeleniogórskiej” badał Krzysztof „Czarny” Krzyżanowski, prawnik z Wrocławia i dziennikarz współpracujący z miesięcznikiem „Odkrywca”, autor książek m.in. o historii górnictwa. Wyniki swoich ustaleń opisał w swojej książce, prezentował je także wielokrotnie publicznie.
Badania Krzyżanowskiego doprowadziły do ustaleń wielu faktów, obaliły także wiele mitów wokół sprawy „Szczeliny”. Autor zebrał m.in. informacje o pojawiających się w historii skrytki tzw. jajkach Fabergé i ustalił, że były one wymysłem M. Bojko, przekazującym nieprawdziwe informacje M. Chromiczowi, dziennikarzowi „Nowin Jeleniogórskich”. Udało się ustalić, że ze sprawą „Szczeliny” nie ma nic wspólnego zabójstwo W. Huczko, zwanego „Królem Cyganów”, zamordowanego w 1991 roku na tle rabunkowym w Nowej Soli. Autor badał także rzekome kontakty znalazców skrytki z rządem, zarówno na tle samorządowym (wojewoda jeleniogórski) jak i ogólnopolskim (Ministerstwo Kultury i Sztuki), a także z agencjami państwowymi (UOP). Nie odnalazł jednak dowodów, że skrytkę naprawdę odnaleziono.
Krzyżanowski wykazał w książce, że wiele przedmiotów, które podejrzewano o pochodzenie ze „Szczeliny” wcale nie zaginęło lub ich poprzedni właściciele byli znani. W czasie rozmów ze świadkami i urzędnikami państwowymi okazało się, że sprawa „Szczeliny” bywa mylona ze sprawą rzekomo ukrytego skarbu pod górą Sobiesz, niedaleko Jeleniej Góry. W czasie konfrontacji dziennikarza z M. Bojko, ten ostatni przyznał się, że wiele szczegółów o „Szczelinie” wymyślił. W czasie śledztwa autor zbadał też kilkanaście obiektów podziemnych, które uznawane były za lokalizację skrytki, m.in. dawne kopalnie w rejonie Kleczy czy Szklarskiej Poręby. W żadnym z tych miejsc nie udało się odnaleźć żadnych śladów ukrywania pojazdów i depozytów.
Do najważniejszych ustaleń pracy Krzyżanowskiego należy ustalenie, że wszelkie tropy związane ze „Szczeliną” prowadzą do Szklarskiej Poręby. Autor wykazał, że w miasteczku od wielu lat funkcjonowała legenda o ukrytych pod ziemią pojazdach. W wyniku śledztwa autor ustalił, że podziemny schowek z ciężarówkami został opisany w latach 60. XX wieku przez Aleksandra Wiącka, lokalnego przewodnika, regionalistę i autora książek ze Szklarskiej Poręby. Powieść ukazała się drukiem w 1970 r.
Sprawa „Szczeliny” i ustalenia śledztwa Krzyżanowskiego były tematem jednego z odcinków serialu dokumentalnego „Dolny Śląsk. Zaginione skarby” z 2022 roku w reżyserii Michała Bielawskiego.

## Mity związane ze „Szczeliną”
Wokół sprawy „Szczeliny Jeleniogórskiej” pojawiło się przez lata wiele mitów, z których część funkcjonuje do dzisiaj. Wiele z nich zostało obalonych przez publicystów zajmujących się sprawą na przełomie XX i XXI wieku, m.in. przez Lecha Zwirełłę czy Leszka Adamczewskiego. Szereg z nich obalił Krzysztof Krzyżanowski w swojej książce z 2015 roku.
- Jajka Fabergé. W kilku wariantach opowieści o „Szczelinie” pojawiły się sugestie, że w skrytce mogło znajdować się jedno lub dwa tzw. jaja Fabergé, arcydzieła sztuki jubilerskiej z carskiej Rosji. W obiegu znajdowały się nawet fotografie niektórych z nich, pojawiła się też teoria, że do morderstwa tzw. króla Cyganów w Nowej Soli doszło, gdyż posiadał on jajko Fabergé wydobyte ze skrytki[11]. Krzyżanowski ustalił, że żadne z pojawiających się w historii skrytki przedmiotów nie były poszukiwanymi jajami Fabergé i zostały wprowadzone do historii w sposób nieuprawniony przez jednego z poszukiwaczy. W książce z 2015 dowiedziono też, że z domu zamordowanego Roma ukradziono wprawdzie pozłacane jajko, ale był to tani wyrób jubilerski bez większej wartości.

- Operacja specjalna UOP. Według niektórych wersji, sprawą „Szczeliny” miał się interesować Urząd Ochrony Państwa i prowadzić w latach 1992–1994 grę operacyjną wobec jej rzekomych znalazców[12]. Wspominał także o tym Bojko w swojej publikacji z 2004 r.[13] Krzyżanowski weryfikował źródła pochodzenia tej informacji i ustalił, że były wymyślone przez publicystów i poszukiwaczy. Sprawę weryfikował w archiwach UOP (po 2002 roku – Agencji Bezpieczeństwa Wewnętrznego), jednak nie odnalazł żadnych śladów potwierdzających udział tych organów w sprawie skrytki.

- Mapy prowadzące do „Szczeliny”. Krzyżanowski analizował kilka dokumentów, które uznawane były za „mapy prowadzące do Szczeliny”. Jeden z nich to plan znajdujący się obecnie w archiwum Ministerstwa Finansów[6]. Nie dotyczy „Szczeliny”, ale obszaru góry Sobiesz w miejscowości Piechowice, został wykonany przez kontrowersyjnego poszukiwacza Władysława Podsibirskiego. Inny to tzw. „mapa generała”, którą miał mieć przy sobie zamordowany w „Szczelinie” oficer niemiecki[13]. Ten fałszywy trop wprowadził do historii skrytki Mieczysław Bojko, nieżyjący już poszukiwacz. Analiza autora wykazała, że mapa M. Bojki przedstawia okolice Namysłowa i Sycowa i nie zawiera żadnych wskazówek o skrytce.